# Anthology of Tom Waits
Anthology of Tom Waits è la prima raccolta di successi del cantautore statunitense Tom Waits.
Contiene brani tratti dai suoi album registrati con la Asylum.

## Tracce
Testi e musiche di Tom Waits, eccetto dove indicato diversamente.
1. Ol' '55 – 3:55
2. Diamonds on My Windshield – 3:10
3. Heart of Saturday Night – 3:50
4. I Hope That I Don't Fall in Love With You – 3:52
5. Martha – 4:26
6. Tom Traubert's Blues (Four Sheets to the Wind in Copenhagen) – 6:32
7. The Piano Has Been Drinking (Not Me) – 3:37
8. I Never Talk to Strangers – 3:37
9. Somewhere (From West Side Story) – 3:50 (Bernstein, Sondheim)
10. Burma Shave – 6:40
11. Jersey Girl – 5:08
12. San Diego Serenade – 3:25
13. A Sight for Sore Eyes – 4:39